# ダライアス・コウチ
ダライアス・ナッシュ・コウチ（英:Darius Nash Couch（発音:dɑrˈaɪəs ˈkoʊtʃ）、1822年7月23日-1897年2月12日）は、アメリカ陸軍の軍人、博物学者であり、南北戦争では北軍の少将だった。コウチはポトマック軍の軍団長まで昇り、東部戦線と西部戦線の双方で複数の師団を指揮した。1863年のゲティスバーグ方面作戦では南軍北バージニア軍の部隊の進軍を遅らせ重要なサスケハナ川を渡れなくした時に指揮下にあった民兵隊が戦略的な役割を演じた。

## 初期の経歴
コウチはニューヨーク州パットナム郡にあるサウスイーストの村で生まれ、1846年に陸軍士官学校を同期59人中13番目の成績で卒業した。同級の中にはジョージ・マクレラン、ストーンウォール・ジャクソンおよびジョージ・ピケットがいた。第4アメリカ砲兵隊の名誉少尉に任官され、米墨戦争に参戦した。1847年2月23日には、ブエナ・ビスタの戦いでの勇敢な行動で中尉に名誉昇進し、その年の12月に正式な中尉に昇進した。
コウチは短期間守備隊任務を経た後で、1849年から1850年は第二次セミノール戦争に参加した。1853年から1854年に1年間の休職を取り、メキシコ北部のスミソニアン博物館のために科学的任務を遂行した。そこでは、コウチのキングバード（タイランチョウ）やコウチのスキアシガエルと呼ばれることになる新種を発見した。コウチは1855年に除隊し、マサチューセッツ州トーントンに移動して妻の家族が所有する会社で銅製造者として働いた。

## 南北戦争
南北戦争が勃発すると、コウチは1861年4月に第7マサチューセッツ歩兵連隊の大佐として陸軍に再入隊したが、間もない5月17日に准将に昇進した。ポトマック軍では第4軍団の旅団長および師団長、第6軍団の師団長を歴任した。半島方面作戦ではそれらの役割で幾らかの成功を収め、特に第4軍団の1個師団を率いたセブンパインズの戦いで功績を残した。七日間の戦いでも師団長を務め、メリーランド方面作戦にも関わったが、アンティータムの戦い自体には参戦しなかった。1862年7月には少将に昇進した。11月14日に第2軍団の指揮官となり、フレデリックスバーグの戦いとチャンセラーズヴィルの戦いで指揮した。チャンセラーズヴィルの時は上級軍団長だった。
ポトマック軍指揮官となったジョセフ・フッカー少将と喧嘩したコウチは配置転換を要求して、1863年のゲティスバーグ方面作戦で新設されたサスケハナ方面軍を指揮した。ペンシルベニア州ルモアーヌのコウチ砦はコウチの指示で建設され、その名前が付けられた。南軍リチャード・イーウェル中将の部隊から攻撃される怖れに対してハリスバーグを守る任務を与えられ、コウチの方面軍下にいた民兵隊がスポーティングヒルの戦いで南軍騎兵隊と小戦闘を行った。これは南北戦争でも最も北で行われた戦闘になった。コウチの民兵隊は続いてゲティスバーグの戦い後にロバート・E・リー将軍の北バージニア軍をメリーランド州まで追撃する行動に加わった。
コウチの息子ロバートは第56マサチューセッツ連隊の大尉だったが、1864年6月のコールドハーバーの戦いで戦死した。その年の夏遅く、南軍が再びカウチのサスケハナ方面軍が守る地域に侵入し、ジョン・マコーズランド准将がペンシルベニア州チェンバーズバーグの町を焼いた。12月、コウチは西部戦線に配置転換されて前線に戻り、フランクリン・ナッシュビル方面作戦とその後の残り期間ではオハイオ軍第23軍団の1個師団を指揮した。コウチは1865年のカロライナ方面作戦後、軍役から退いた。

## 戦後

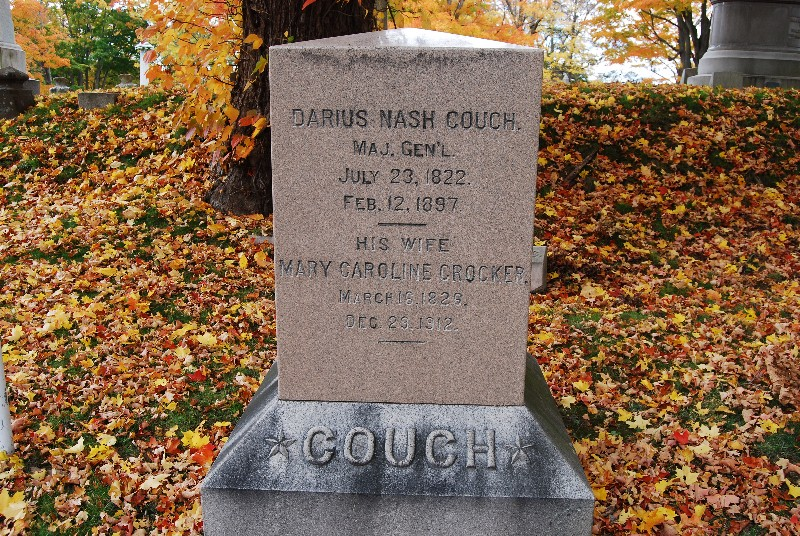
コウチの墓所

コウチは戦後トーントンで文民生活に戻り、1865年のマサチューセッツ州知事選に民主党員として出馬したが落選した。その後短期間ウェストバージニア州で鉱山会社の社長を務めた。コウチは1871年にコネチカット州に移転し、1884年まで州兵隊で主計総監と州兵長官を務めた。
コウチはコネチカット州ノーウォークで死に、トーントンのマウントプレザント墓地に埋葬されている。